# Craig Charles
Craig Charles (* 11. července 1964 Liverpool) je anglický herec, básník, rozhlasový a televizní moderátor a konferenciér, v Česku se proslavil díky roli Davea Listera v kultovním sci-fi sitcomu Červený trpaslík.

## Začátky
Před svým účinkováním v zábavním průmyslu hrál Craig profesionálně fotbal, mimo jiné za anglický fotbalový klub Tranmere Rovers. Svoji kariéru začal jako recitátor v britském kabaretním turné, objevil se v nočním zábavném programu Saturday Live, a později se stal moderátorem dětských televizních pořadů, jako What's That Noise (Co je to za zvuk) na BBC1. Objevil se také v hudebním týdeníku BBC The Oxford Road Show, kde vystupoval jako punkový básník/recitátor pod jménem 'Susan Williams'.

## Červený trpaslík a spol.
V roce 1988 začal Charles hrát v komediálním sci-fi seriálu BBC2 Červený trpaslík, kde ztvárnil postavu Davea Listera. Seriál se do roku 1999 dočkal osmi řad, další série vznikají postupně od roku 2009. Zahrál si také hlavní roli v krátce vysílaném sitcomu Captain Butler na programu Channel 4 v roce 1997.
Charles dále moderoval následující pořady: CyberZone (1993, BBC2), magazín o počítačových hrách a virtuální realitě, Funky Bunker (1997, ITV), noční zábavná show, Jailbreak (2000, Five TV), reality show a Weapons of Mass Distraction (2004, ITV) noční talkshow. Vrcholem jeho moderátorské kariéry byla zřejmě práce na soutěži Robot Wars (Válka robotů), kterou uváděl pro BBC2 v letech 1998-2003 a potom pro Five TV v letech 2003-2004. Svůj hlas také propůjčil jako vypravěč (tzv. voiceover) v anglické verzi japonského populárního programu Takeshi's Castle na digitálním TV kanálu Challenge, byl kapitánem týmu ve vědomostní sci-fi soutěži Space Cadets v roce 1997 na Channel 4.

## Současná kariéra
V roce 2005 začal Craig hrát v nekonečné soap opeře Coronation Street na ITV jako Lloyd Mullaney, záletnický taxikář; ve stejném roce se zúčastnil sportovní reality show na Channel 4 The Games, ve které skončil čtvrtý v mužské části, i když propásl kvůli zranění dvě disciplíny.
V současnosti je DJem v rozhlasové stanici BBC 6 Music, moderuje The Craig Charles Funk Show, britský rozhlasový pořad představující směs funkové a soulové hudby. Spolupráce s BBC byla přerušena poté, co bylo ukončeno vyšetřování kvůli Craigově kouření cracku na zadním sedadle taxíku.
V září 2006 byl jeho rozhlasový pořad přejmenován na The Funk & Soul Show a dostal nového moderátora Eddieho Pillera.
Craig Charles se do pořadu vrátil 4. listopadu 2006, show je vysílána vždy v sobotu od 18h a zatím nepadlo žádné rozhodnutí, zda se pořad vrátí do pátečního programu.
V roce 2006 hrál v nepříliš úspěšné romantické fantasy Fated. 

## Osobní život
Jeho mladší bratr Emile Charles je rovněž hercem a hrál mladého Listera v epizodě Fotostroj času z III. série Červeného trpaslíka.
Craig byl ženatý s Cathy Tyson, známou například z filmu Mona Lisa, od roku 1984 do roku 1989. Po rozvodu pak žil se svou přítelkyní, zpěvačkou Suzanne Rhatigan, která si v Červeném trpaslíkovi zahrála Listerovu chiméru v epizodě „Kamila.“ V současné době je podruhé ženatý (od 9. srpna 1997). Má dceru Ann-Jo.
V roce 1994, kdy skončila šestá řada Červeného trpaslíka, byl Charles obviněn ze znásilnění a zatčen. Pro nedostatek důkazů byl však zbaven všech obvinění. Craigovo zatčení opozdilo sedmou sérii Červeného trpaslíka.

## Filmografie
1. Fated (2006/I) - Pedro
2. Coronation Street (2005-) - Lloyd Mullaney (suspendován)
3. Ten Minutes (2003) - Mark
4. Sushi TV (2003) TV seriál - vypravěč (britská verze, nahradil Juliana Claryho)
5. Takeshi's Castle (2002-04) TV seriál - vypravěč (britská verze)
6. EastEnders: Ricky And Bianca (2002, EastEnders - Vince
7. Don't Walk (2001) (hlas) - vypravěč
8. Can't Smeg, Won't Smeg (1998, speciální pořad BBC2 Can't Cook, Won't Cook) - Dave Lister
9. Captain Butler (1997) TV seriál - kapitán Butler
10. Cyberspace (1996) TV seriál
11. The Governor (1995) TV seriál - Eugene Buffy
12. The Bill (1995) TV seriál
13. Red Dwarf: Smeg Outs (1995, na videu) - Dave Lister
14. Asterix Conquers America (1994) (hlas) - Asterix
15. Red Dwarf: Smeg Ups (1994, na videu) - Dave Lister
16. CyberZone (1993) TV seriál - moderátor
17. Prince Cinders (1993) (hlas) - kocour
18. Comic Relief (1991) (TV) - Dave Lister
19. Super Nintendo propagační video - komentátor
20. Červený trpaslík (1988–2020) TV seriál - Dave Lister